# Rolf Hobson
Rolf Hugh Hobson (* 18. Juli 1961 in Oslo) ist ein norwegischer Militär- und Marinehistoriker. Er ist am norwegischen Institut für Verteidigungsstudien (IFS, Institutt for Forsvarsstudier) in Oslo.

## Leben
Hobson erwarb 1986 seinen Magisterabschluss (cand. mag.) in Geschichte an der Universität Oslo und studierte 1988 bis 1993 an der Heinrich-Heine-Universität Düsseldorf. 1990 bis 1993 forschte er an der Allgemeinwissenschaftlichen Hochschule (AVH) in Trondheim (heute Universität Trondheim) und ab 1994 war er am IFS. 2000 war er zu einem Forschungsaufenthalt in Paris und 2009 bis 2010 am Institut für Zeitgeschichte in München.
Er ist im Rat der Deutsch-Norwegischen Gesellschaft.

## Werk
Seine Interessensgebiete sind norwegische und europäische Militärgeschichte, Erster und Zweiter Weltkrieg und deutsche Geschichte im 19. und 20. Jahrhundert.
Hobson wurde bekannt, als er 1999 in seiner Dissertation an der TNTU Trondheim (veröffentlicht 2002) eine neue Deutung des militärischen Flotten-Wettrüstens zwischen Deutschland und England im Vorfeld des Ersten Weltkriegs vorlegte. Er sieht sie im globalen Kontext des Navalismus, dessen Ideologie insbesondere vom damals international rezipierten Marinestrategen Alfred Thayer Mahan stammt (The Influence of Sea Power upon History, 1890) und setzt sich damit auch von der grundlegenden Untersuchung von Volker Berghahn zum Tirpitz-Plan (1971) ab, der hinter diesem einen deutschen Sonderweg und versteckte innenpolitische Motive der um Machterhalt besorgten wilhelminischen konservativen Elite wirken sah. Auf Mahans Einfluss hin hätten Tirpitz und in Folge seiner Propaganda dann auch die deutsche Öffentlichkeit in den 1890er Jahren einen Wechsel der Flottenpolitik vollzogen, der noch zu Zeiten des Kabinetts von Leo von Caprivi (bis 1894) ausschließlich einer Unterstützung in einem drohenden Zweifrontenkrieg gegen Frankreich und Russland dienen sollte. Hobson unterschied dementsprechend eine alte preußische von einer neuen gesamtdeutschen Schule der Seekriegsstrategie, die sich um 1897 durchsetzte. Ziel der neuen Strategie war eine Risikoflotte zu bauen, die englische Angriffe abhalten sollte und als Hintergrund-Drohung für die Vertretung weltweiter Kolonialinteressen dienen sollte. Propagiert wurde das Programm in der deutschen Öffentlichkeit durch Tirpitz, der dabei aber die außenpolitischen Folgen der Parteinahme Großbritanniens gegen Deutschland aus den Augen verlor.
Hobson setzte das deutsche militärische Denken in internationalen Vergleich, bezog den Wandel aufgrund der fortgeschrittenen Industrialisierung und die internationale Entwicklung des Seerechts ein. Er diskutierte auch Ähnlichkeiten mit den beiden anderen europäischen Landmächten ohne große koloniale maritime Tradition Österreich-Ungarn und Russland.

## Schriften
- Maritimer Imperialismus. Seemachtideologie, seestrategisches Denken und der Tirpitzplan 1875 bis 1914. Oldenbourg Verlag, München 2004, ISBN 3-486-56671-7 (Beiträge zur Militärgeschichte 61, Schriftenreihe des Militärgeschichtlichen Forschungsamts, Übersetzer Eva Besteck), (Zugleich: Trondheim, Univ., Diss., 1999: Imperialism at sea.).
  - Englisches Original: Imperialism at sea: naval strategic thought, the ideology of sea power, and the Tirpitz Plan, 1875-1914, Boston: Brill Academic Press 2002
- mit Tom Kristiansen: Norsk forsvarshistorie, Band 3: 1905–1940 – Total krig, nøytralitet og politisk splittelse, Bergen: Eide Forlag 2001
- Herausgeber mit Tom Kristiansen: Navies in Northern Waters 1721–2000, Frank Cass 2004
- Fra kabinetkrigen til den totalen krigen, Clausewitz-tolkninger fra Moltke til Aron, Forsvarsstudier 6, Oslo, Norwegian Institute for defence studies 1994
- Krig og strategisk tenkning i Europa 1500–1945: samfunnsendring, statssystem, militær teori, Oslo, Cappelen Akademisk 2005
- Herausgeber mit Jarle Simensen, Ole Kristian Grimnes, Einhart Lorenz: Tyskland – Norge: den lange historien, Oslo: Tane Aschehoug 1999
- Herausgeber mit Sven G. Holtsmark, Tom Kristiansen: Stormaktene Sverige og Norge 1905–1907 : fra konsulatsak til integritetstraktat, Oslo: Cappelen Akademisk 2006
- Zur Ideologie von Seemacht, in: Jürgen Elvert, Sigurd Hess, Heinrich Walle (Herausgeber) Maritime Wirtschaft in Deutschland: Schiffahrt – Werften – Handel – Seemacht im 19. und 20. Jahrhundert, Historische Mitteilungen der Ranke-Gesellschaft, Stuttgart: Franz Steiner 2012, S. 170–175
- RMA og Transformation. En historisk-kritisk gjennomgang av to sentrale begreper i nyere vestlig forsvarspolitikk, Oslo: Institutt for forsvarsstudier, 2008
- Weserübung in German and Norwegian Historiography, in: Michael H. Clemmesen, Marcus Faulkner Northern European Overture to War, 1939–1941. From Memel to Barbarossa", Brill Academic Publishers, 2013 S. 449–459
- Defense Intellectuals: Zur Karriere von Schreibtischstrategen, in Bernd Greiner, Tim B. Müller, Klaas Voß: Erbe des Kalten Krieges, Verlag Hamburger Edition, 2013, S. 148–158, ISBN 978-3-86854-258-5.
- Blitzkrieg, the RMA and Defense Intellectuals in Dima Adamsky, Kjell Inge Bjerga Contemporary Military Innovation. Between anticipation and adaptation, Routledge, 2012, S. 175–187
- The national security of secondary maritime powers within the classic European states system, in: Peter Dutton, Robert Ross, Øystein Tunsjø: Twenty-First Century Seapower: Cooperation and Conflict at Sea, Routledge, 2012, S. 9–17
- Scandinavia in the First World War: the Main Features, Revue d’histoire Nordique, Universite de Toulouse Le Mirail, 2012, S. 19–58
- Blitzkrieg, the Revolution in Military Affairs and Defense Intellectuals, Journal of Strategic Studies, Band 33, Heft 4, 2010, S. 625–643